# Гейс (Монтана)
Гейс (англ. Hays) — переписна місцевість (CDP) в США, в окрузі Блейн штату Монтана. Населення — 996 осіб (2020).

## Географія
Гейс розташований за координатами 48°0′37″ пн. ш. 108°39′39″ зх. д. / 48.01028° пн. ш. 108.66083° зх. д. (48.010413, -108.660726).  За даними Бюро перепису населення США в 2010 році переписна місцевість мала площу 70,06 км², уся площа — суходіл.

## Демографія
Згідно з переписом 2010 року, у переписній місцевості мешкали 843 особи в 252 домогосподарствах у складі 201 родини. Густота населення становила 12 особи/км².  Було 287 помешкань (4/км²).
Расовий склад населення:
| - 93,2 % — корінних американців - 5,1 % — білих - 0,2 % — чорних або афроамериканців |

До двох чи більше рас належало 1,4 %. Частка іспаномовних становила 1,7 % від усіх жителів.
За віковим діапазоном населення розподілялося таким чином: 36,9 % — особи молодші 18 років, 56,0 % — особи у віці 18—64 років, 7,1 % — особи у віці 65 років та старші. Медіана віку мешканця становила 25,7 року. На 100 осіб жіночої статі у переписній місцевості припадало 101,7 чоловіків;  на 100 жінок у віці від 18 років та старших — 90,7 чоловіків також старших 18 років.
Середній дохід на одне домашнє господарство  становив 36 571 долар США (медіана — 26 932), а середній дохід на одну сім'ю — 39 912 долари (медіана — 32 917). За межею бідності перебувало 39,3 % осіб, у тому числі 49,3 % дітей у віці до 18 років та 12,5 % осіб у віці 65 років та старших.
Цивільне працевлаштоване населення становило 297 осіб. Основні галузі зайнятості: освіта, охорона здоров'я та соціальна допомога — 42,4 %, публічна адміністрація — 19,2 %, науковці, спеціалісти, менеджери — 8,4 %, будівництво — 6,7 %.